# Sajsi MC
Ивана Рашић Трмчић (Београд, 12. октобар 1981), познатија под псеудонимом Сајси Ем-Си (Sajsi MC), српска је реперка.

## Биографија
Ивана је рођена 12. октобра 1981. у Београду, где је у младости живела у Невесињској улици поред Каленић пијаце. Током тог периода, није желела да се бави музиком, за разлику од њене пет година млађе сестре Тијане, која је ишла у музичку школу и свирала клавир. Сајси је у средњој школи писала понешто, што није сматрала конкретним и комплетним. Током студија, са сестром је изашла у њен омиљени клуб Долар, који је тада радио, и тамо упознала Ем-Си Деки Рипекта, а сећа се да тада није ни знала шта ем-си значи. Она му је отпевала једну своју риму, што се њему свидело.
Она је ћерка првог певача Генерације 5, Јована Рашића.

## Сајси (2002—2009)
Сајсин први јавни наступ, откад и почиње њена каријера, јесте 2002. на реп фестивалу у клубу Барутана, на ком су наступали и Бед копи, Прти Бее Гее и В. И. П. Како Рашићева није позвана на фестивал, њој је Деки, који је требало да одрепује две песме, једну препустио. Нису имали никакве ни текст ни матрицу, па су музику нашли у последњем тренутку, док је Ивана певала фристајл (енгл. freestyle), тј. делове текстова које је раније написала и нове, у тренутку измишљене речи. Није било ни рефрена, ни строфа, а гледаоци највероватније, према њеним речима, нису ни чули шта прича.
Након наступа у Барутани, Ивана је око себе укупила бенд Сајси. Назив бенда је заправо шатровачки изговор глагола у императиву сисај, што алудира на орални секс. Како сама каже, бенд се буквално скупљао, јер је у њега улазио члан по члан, те их је на крају било шесторо. Последња им се прикључила Сајсина сестра Тијана. Период до 2005. Ивана описује као свој период лутања и расплињавања, јер нису постојале формиране и потпуне песме.
Према њеном мишљењу, током те три године, она је тражила форму, а уз то је имала аматерски приступ и није била рада да прихвати савете искуснијих репера. Ни по коју цену није желела да промени текст који је сама написала, већ је бенд увек морао да прилагођава матрицу. Такође, каже да је увек желела да буде на бини, како би задовољила свој его трип. Прва песма коју је бенд снимио била је Вози ме, док је током 2009, године распада бенда, издат први и једини албум — Миси начи нааш. Као разлог распада, Ивана наводи то што је бенд био веома скуп и одузимао много времена, док је она додатно снимала и соло песме. Такође је имала и личних проблема — хипотиреозу због које доживотно пије Летрокс, генерички левотироксин.

## Соло (од 2009)
Након распада бенда, Рашићева је наставила да се бави музиком, како би 2010. издала свој први соло албум Далеко је Дизни. Од четрнаест песама са албума, половина је снимљена током рада са бендом. Тај албум описује као свој потпис, састављен из личних прича, углавном са љубавним и друштвеним темама, али и уз мало политике. Желела је да те песме буду ближе слушаоцима и са разумљивијим текстом, јер оне које је снимала са бендом сматра апстрактним и тешко разумљивим. Тада је схватила да је боље да мало говори, али да то буде разумљиво и са јасним значењем. Што се тиче самог назива албума, метафоричан је — уже говорећи, срећа је далеко у овом тренутку; шире, Дизни, благостање из дечјих дана, више није ту.
Следећу годину обележила је Иванина сарадња са Дамјаном Елтеком. Њих двоје су се срели у згради Бигза, где су обоје снимали музику. Дамјан је Ивану видео још раније, током њеног наступа са бендом на новосадском Егзиту. Он је 2011. искомпоновао песму Мама, али му је био потребан текст, као и девојка која ће извести песму према његовој замисли. Сетио се Сајси и она је ту песму, за коју напомиње да јој је прва у којој не прича своју, већ туђу причу, и извела. За узврат, Дамјан је написао музику за Сајсин сингл Розе ташница, јер је она наставила да прво пише текст па тек онда музику. Заједно су издали бесплатни албум Од дванаест до шест 1. јуна наредне године.
Дана 12. јануара 2012. у емисији Да, можда, не на Радио-телевизији Србије, у којој су гостовали музички стручњаци, Сајси Ем-Си и њена песма Мама били су предмет критика. Водитељка Оливера Ковачевић објаснила је да је у питању критика друштва, а не подржавање понашања приказаног у песми, али се гости нису сложили са овом констатацијом. Музичар Предраг Гојковић Цуне изјавио је да ће се Ивана стидети за четири-пет година, док је музичка уредница РТС-а Нена Кунијевић сматрала да ниједна културна политика која има намеру да буде озбиљна и да траје не би смела да дозволи ово да се емитује.
Исте, 2012. године, Сајси је сарађивала са колегом Ди-џеј Б. К. О. (стилизовано DJ B.k.o.) и групом Лесковац за клошаре (стилизовано L2K). Са Ел-Два-Каом и сестром Тијаном снимила је сингл Џесика издат 1. јуна, док је са Бе-Ка-Оом снимила мини-албум КНВК издат 13. септембра 2012. Песме са мини-албума такође је отпевала заједно са сестром Тијаном, док је Бе-Ка-О компоновао музику. Према редоследу као на албуму, три песме са њега су Улазим у диско, Антифа кучке и КНВК. Ивана каже да је најпоноснија на песму Антифа кучке.
Сингл Гледај, за који је снимила и спот, Сајси је премијерно и уживо извела 2. јуна 2013. у емисији Јелен топ 10 Југослава Пантелића (РТС). Дана 12. децембра 2013. премијерно је у београдском клубу Бранков представила две нове песме — Са девојком у шопинг мол и Ти си мој. Почетком 2014. године наступила је у Панчеву на концерту Џангл је масиван. Почетком јула исте године објавила је ЕП назван Поквареница, са трима новим песмама — Поквареница, Надркано ходање и 8 ујутру. За њега каже да је резултат експериментисања.
Године 2024. објављује сингл Фукс делукс, тако најављујући нови албум Матер који је промовисала 27. децембра 2024. у клубу Запа база.

## Дискографија
| Миси начи нааш (2009), 1. Кучка (4:31) 2. Стефан (3:38) 3. Овери ме (3:40) 4. Поспана (4:17) 5. И богати ричу (5:19) 6. Период нељубавних оргија (4:42) 7. Смоки (4:10) 8. Умри са Ј (5:14) 9. Порноза (5:21) 10. Патике (5:53) 11. 7,9,11 (2:26) Далеко је Дизни (2010), 1. Поклони се хегемону (3:04) 2. Два пута две (3:29) 3. (3:17) 4. Мафија (2:45) 5. Још увек немам црне кожне чизме (2:59) 6. Минимал (3:18) 7. Далеко је Дизни (3:37) 8. Стари дукс (3:04) 9. Хорор клабинг (2:28) 10. Домино царујем (3:14) 11. Вања (3:13) 12. Тај фазон... (2:57) 13. Српска Дороти иде у Оз (3:33) 14. То су срца два (3:59) Од дванаест до шест (2012), 1. У худу сам змај (3:27) 2. Торима (3:36) 3. Скупа ноћ (4:13) 4. Милица (4:21) 5. Тијана (3:05) 6. Оно као вау (3:48) 7. Тајна мујше (5:11) 8. Тата (4:39) 9. Мики кими зини (4:41) 10. Песма у поноћ и тридесет (4:35) Рад, рад и само блеја (2018), 1. Антидепресиви (3:49) 2. Клеп клеп (3:08) 3. Знам шта сте хтели (3:10) 4. Хај ез фак (2:47) 5. У худу сам змај (3:31) 6. Поп поп (2:24) 7. Денсерке (2:50) 8. Несаница (4:13) 9. Жилети (2:47) 10. Бунда на плажи (3:14) Кардинална (2022) Матер (2024) | КНВК (2012), 1. Улазим у диско (3:12) 2. Антифа кучке (3:02) 3. КНВК (3:53) Поквареница (2014), 1. Поквареница (2:55) 2. Надркано ходање (2:45) 3. 8 ујутру (3:20) |